# La Roquette-sur-Var
La Roquette-sur-Var es una comuna francesa situada en el departamento de Alpes Marítimos, en la región de Provenza-Alpes-Costa Azul.

## Demografía
| 538 | 537 | 506 | 565 | 660 | 820 | 945 |
| Para los censos de 1962 a 1999 la población legal corresponde a la población sin duplicidades (Fuente: INSEE [Consultar]) |     |     |     |     |     |     |